# Ізет Сарайлич
Ізет Сарайлич (босн. Izet Sarajlić, 16 березня 1930, Добой — 2 травня 2002, Сараєво) — боснійський історик, філософ, письменник, поет та перекладач. Найвидатніший поет Боснії і Герцеговини в епоху після Другої світової війни. Твори Сарайлича мали найбільшу кількість перекладів іншими мовами світу серед поетів колишньої Югославії.

## Біографія
Сарайлич народився у Добої у березні 1930 року. Його мати, якій на той час не було і вісімнадцяти років, вийшла заміж за працівника залізниці через її «захоплення робочою формою», яка на той час вважалася «ознакою статусу», як сам письменник згодом відзначив. Дитинство Сарайлич провів у Требинє та Дубровнику, до Сараєва переїхав 1945 року, де й залишився на все своє життя.
У Сараєві майбутній письменник відвідував хлопчачу гімназію, а у югославське письменницьке коло увійшов у віці 19 років зі збіркою «U susretu» («На зустрічі»). Закінчив філософський факультет Сараєвського університету зі спеціалізацією в галузі філософії та компаративного літературознавства. Працював журналістом у роки навчання в університеті.
Після закінчення факультету Сарайлич здобув посаду професора на філософському факультеті, на якій залишався до кінця життя. Був членом Академії наук та мистецтв Боснії і Герцеговини, Товариства письменників Боснії і Герцеговини, асоціації інтелектуалів «Krug 99» («Круг 99»). Разом із Хусейном Тахміщичем, Ахметом Хромаджичем, Велимиром Мілошевичем та Владіміром Черкезом заснував 1962 року міжнародний книжковий фестиваль «Дні поезії в Сараєві».
Опублікував понад 30 поетичних збірок, деякі з яких перекладено п'ятнадцятьма мовами, а також численні мемуари, політичні статті та переклади.
Рукопис Сарайлича «Військовий журнал Сараєва», написаний протягом перших тижнів облоги Сараєва, був опублікований 1993 року в Словенії. За словами Сарайлича, «це єдина збірка, про яку я можу сказати, що я дуже хотів би не писати її».
Існують відомості, що Сарайлич вважав себе людиною, що «належить до 20 століття.» Коли почалося 21 століття, він підписував роки як «1999+1», «1999+2», тощо.
Помер у Сараєві 2002 року, у віці 72 років.